# Synagoge (Gaukönigshofen)

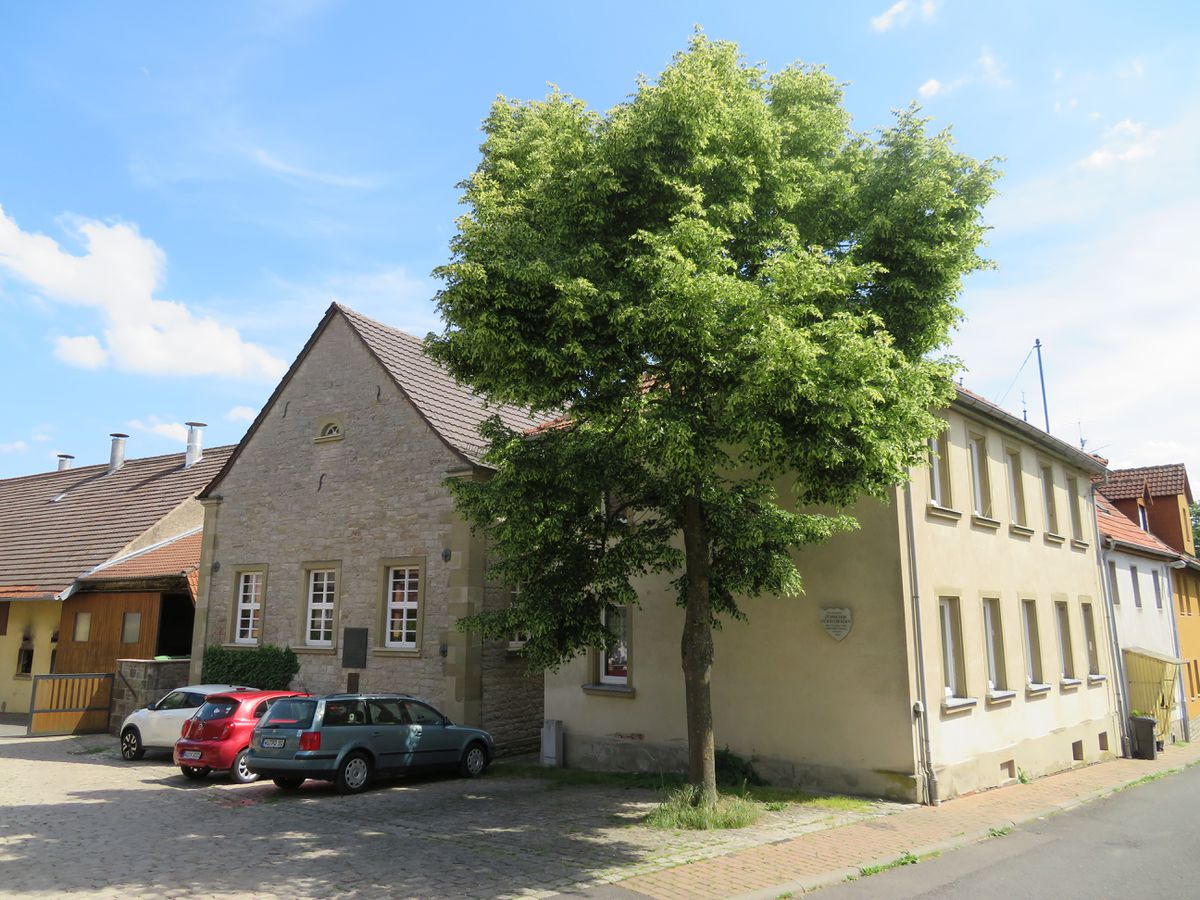
Synagoge (links) und ehemaliges jüdisches Schulhaus (rechts) in Gaukönigshofen (2018)

Die Synagoge in Gaukönigshofen, einer Gemeinde im unterfränkischen Landkreis Würzburg, wurde 1842 errichtet. Die profanierte Synagoge mit der Adresse Am Königshof 22 (bis 1933 Judengasse) ist ein geschütztes Baudenkmal.

## Geschichte
Eine jüdische Gemeinde in Gaukönigshofen wurde um 1750 gegründet. Aus dem Jahr 1768 ist die Existenz einer Synagoge im Ort belegt. Im Jahr 1842 wurde eine neue Synagoge errichtet. Der Satteldachbau besteht aus Bruchsteinmauerwerk mit Hausteingliederungen.
Um 1910 wurde an die Synagoge ein Gemeindehaus mit Schule und Lehrerwohnung angebaut.  

### Zeit des Nationalsozialismus
Beim Novemberpogrom 1938 wurde in der Nacht vom 10. auf den 11. November von SA- und SS-Angehörigen aus Ochsenfurt und Giebelstadt die Synagoge aufgebrochen und die Inneneinrichtung zerschlagen. Danach wurden die Trümmer vor dem Gebäude verbrannt. Das Synagogengebäude blieb von einer Brandlegung verschont. 
Im Jahr 1939 gingen die jüdischen Gemeindeeinrichtungen in den Besitz der Gemeinde Gaukönigshofen über. Das Synagogengebäude wurde nun als Wohn- und Lagerhaus genutzt.

## Heutige Nutzung
Seit 1988 beherbergt das restaurierte Synagogengebäude in Gaukönigshofen die Gedenkstätte für die jüdischen Opfer im Landkreis Würzburg. Der fast originalgetreu restaurierte Synagogenraum dient als Gedenkstätte. Im früheren Schulraum und der Lehrerwohnung ist eine Dauerausstellung untergebracht, die  die Besucher über die jüdische Kultur und das Ende der jüdischen Gemeinden im Würzburger Raum informiert. 
Bei den Umbauarbeiten des Synagogengebäudes wurden Überreste der alten Mikwe des Vorgängerbaus (vor 1819) im Keller entdeckt.

## Gedenken
Auf einer dreisprachig abgefassten Gedenktafel an der Giebelseite des Synagogengebäudes sind alle ehemaligen jüdischen Einwohner Gaukönigshofen genannt, die von den Nationalsozialisten ermordet wurden.